# All She Wrote (파이어하우스의 노래)
"All She Wrote"는 미국의 록 밴드 파이어하우스의 《FireHouse》 음반의 네 번째이자 마지막 싱글이다. 이 싱글은 빌보드 핫 100에서 58위에 올랐다. 이 곡은 기타리스트 빌 레버티와 보컬리스트 C.J. 스네어가 작곡했다. 이 곡의 홍보 비디오는 유타주 스프링데일의 O.C. 태너 원형극장에서 촬영되었다.